# Minehead
Minehead es una ciudad costera y una parroquia civil en Somerset, Inglaterra. Se encuentra en la orilla sur del canal de Bristol, 21 millas (34 km) al norte-oeste de la capital del condado de Taunton, 12 millas (19 km) de la frontera con el condado de Devon y en las proximidades del parque nacional de Exmoor. La parroquia de Minehead tiene una población de aproximadamente 11.981 habitantes por lo que es la ciudad más poblada en el distrito de gobierno local West Somerset. Esta cifra incluye Alcombe, un pueblo suburbano que se ha subsumido en boca de Minehead.

## Etimología
El nombre original de la ciudad fue mynedd que significa «montaña» en Gales, y también se ha escrito como Mynheafdon (1046), Maneheve (1086), Menehewed (1225) y Menedun (también 1225), que contiene elementos de galés y las palabras del inglés antiguo de colina.

## Historia

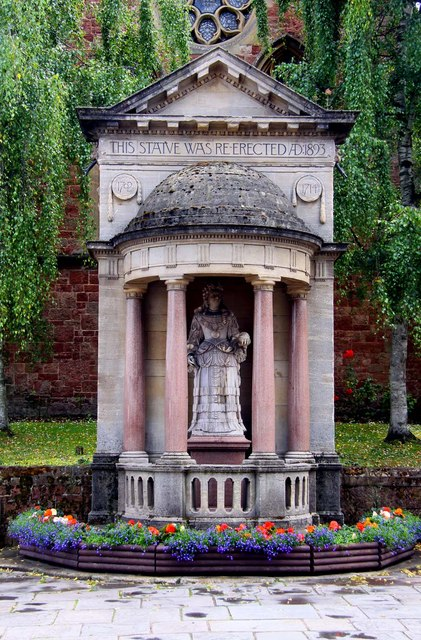
Estatua de la reina Ana en Wellington Square

Hay evidencias de ocupación humana en la zona desde la Edad de Bronce y de Hierro. Antes de la conquista normanda que se llevó a cabo por Aelfgar de Mercia y después por Guillermo de Moyon y sus descendientes, que administra la zona del castillo de Dunster, que más tarde fue vendido a sir George Luttrell y su familia. Había un pequeño puerto en Minehead por 1380, que se convirtió en un importante centro de comercio durante la época medieval. La mayor parte del comercio transferido a los puertos más grandes durante el siglo XX, pero los vapores de recreo hizo escala en el puerto. Mayor reconstrucción se llevó a cabo en la zona del Bajo o Medio ciudad después de un incendio en 1791 y la suerte de la ciudad revivió con el crecimiento en los baños de mar, y por 1851 se estaba convirtiendo en un centro de retiro. Hubo un marcado aumento en la construcción durante los primeros años del siglo XX, que resultó en la amplia avenida comercial principal y los caminos adyacentes con arquitectura de estilo eduardiano. Defensas contra las inundaciones de la ciudad se han mejorado después de una tormenta en 1990 causó inundaciones.
Edad del Bronce en carretillas Selworthy Beacon y un recinto Edad del Hierro en Furzebury freno, al oeste de la ciudad muestran evidencia de ocupación prehistórica de la zona, aunque también existe evidencia posible en la zona intermareal, donde aún existen los restos de un bosque sumergido.
Minehead es mencionado como un señorío perteneciente a William de Moyon en el Domesday Book en 1086, aunque previamente se había celebrado por Aelfgar de Mercia. Guillermo de Mohun de Dunster, 1r conde de Somerset y sus descendientes administraron la zona del castillo de Dunster, que más tarde fue vendido a sir George Luttrell y su familia.
Había un pequeño puerto en Minehead por 1380, pero no fue hasta 1420 que el dinero dado por la Señora Margaret Luttrell activar mejoras por hacer y un embarcadero construido. Durante el reinado de Isabel I, la ciudad tenía su propio oficial de Puerto similar a la posición en Bristol. Buques en el siglo XV incluyen la Trinité que negocian entre Irlanda y Bristol, y otros que llevan sal y otro tipo de carga desde La Rochelle en Francia. Otros productos que incluyen la lana local y paño que fueron objeto de comercio para el carbón del sur de Gales. En 1559 una Carta de Constitución, estableció una representación libre de Borough y parlamentario, pero fue condicionado a mejoras en curso al puerto. El puerto colmatado y cayó en mal estado por lo que en 1604 Jaime I retiré la carta de la ciudad. Control volvió a la Luttrell y un nuevo puerto fue construido, a un costo de £ 5,000, más hacia el mar que la original, que había estado en la desembocadura del Arroyo Bratton. Se incorpora un muelle, que data de 1616, y fue construido para reemplazar al que Dunster que fue colmatando. El comercio era principalmente con Gales para el ganado, ovejas, lana, mantequilla, pescado y carbón. Estos son conmemorados en los brazos de la ciudad, que incluyen un woolpack y velero. Los corsarios con base en boca de mina estaban involucrados en la guerra con España y Francia durante 1625-1630 y de nuevo durante la Guerra de Sucesión Española 1.702-1.713. Las primeras grúas se instalaron después de nuevas mejoras en el puerto en 1714.
Minehead fue parte de los hundred de Carhampton.
"The Mermaid", uno de los locales comerciales más antiguos de la ciudad, ha sido, en varias ocasiones, una nave Chandler, un "gran almacén" del siglo XIX y en los últimos años más un salón de té. El edificio fue el hogar del famoso Santo Silbando en Minehead - Vieja Madre Leakey, quien murió en 1634. El fantasma se hizo famoso por supuestamente "silbando una tormenta" siempre que uno de los barcos de su hijo puerto acercaban. El nivel de ansiedad en la ciudad llegó a ser tan grande que, en 1636, el obispo de Bath y Wells presidieron una Comisión Real para investigar el asunto. La comisión finalmente informó que los testigos no eran fiables y cuando sus resultados fueron firmados por el arzobispo Laud y publicidad de fantasmas comenzaron a disminuir.
A principios del siglo XVIII, el comercio entre Minehead e Irlanda, Gales del Sur, Bristol y Bridgwater creció, con cuarenta barcos con base en el puerto para el comercio y el arenque pesca.  También fue un punto de partida de los peregrinos a Santiago de Compostela. Hasta el siglo XIX el comercio continuó con Irlanda, pero los vasos Minehead empezó a viajar más lejos a Virginia y las Indias Occidentales. Otros problemas con el puerto continuaron y dieron lugar a una disminución en el comercio y la pesca en el siglo XVIII y en 1834, el puerto perdió su jurisdicción a Bridgwater. En el siglo XX la mayor parte del comercio transferidos a los puertos más grandes, pero los vapores de recreo hicieron llamar en el puerto. Lifeboat Station Minehead se estableció en 1901, cerca del puerto. El muelle fue demolido durante la Segunda Guerra Mundial, ya que obstruye la vista desde la batería de cañones en la cabeza del muelle, como parte de la costera preparativos de defensa, las cuales dejaron de vapores que hacen escala en el puerto hasta que fue absuelto en 1951.
Mayor reconstrucción se llevó a cabo en la zona baja de la ciudad o de Oriente después de un incendio en 1791. En ese año, un mármol de Carrara estatua de la reina Ana , obra de Francisco de aves se presentó a la ciudad por Sir Jacob Bancks , que sirvió como el miembro local del Parlamento 1698-1715. En un principio se puso en la iglesia parroquial, pero se trasladó a la Plaza de Wellington en 1893, cuando el pedestal de mármol y canopy por H. Dare se añadieron Bryan. Bajo la ciudad y la zona del muelle fueron reconstruidas y las fortunas de la ciudad revivió con el crecimiento en los baños de mar, y por 1851 se estaba convirtiendo en un centro de retiro.
Las primeras áreas de desarrollo de la ciudad incluyen Ciudad Superior, con sus casas de campo, muchos de los cuales son los edificios "listado" de interés histórico, algunos de los cuales todavía están con techo de paja, y la zona del muelle. En victorianas tiempos industriales ricos construyeron se desarrollaron grandes casas en North Hill y hoteles para que el turismo se convirtió en una industria importante. Hubo un marcado aumento en la construcción en los primeros años del siglo XX, cuando los terratenientes, la Luttrell del castillo de Dunster , publicado extenso terreno edificable. Probablemente, el arquitecto más prolífico era eduardiana WJTamlyn de North Devon que se asentaron en la ciudad y fue responsable del diseño de varios cientos de propiedades nacionales, así como la Casa de Mercado, Ayuntamiento y Queens Hall . Fue en la época eduardiana y victoriana que el turismo en la ciudad aumentó. arquitectura de estilo eduardiano.  El barco de vapor SS Pelican basa en Minehead Bay el 22 de junio de 1928, sobre un arrecife sin marca conocida como los círculos Gables que Minehead Bay, 0,7 millas (1,1 km) de la tierra. El Pelícano navegaba desde Port Talbot a Highbridge . La tripulación de cinco fueron rescatados por la boca de mina del bote salvavidas . Los evacuados fueron alojados en minehead durante la Segunda Guerra Mundial. Butlins abrió sus puertas en 1962, y ha llevado a miles de visitantes a la ciudad.

## Gobierno
La parroquia civil de Minehead es gobernada por un consejo de la ciudad , que fue creado en 1983. En 2002, se estimó que la parroquia tiene una población de 10.330. Administrativamente, boca de mina ha sido parte de la Somerset West distrito de gobierno local desde 1974, habiendo sido previamente Minehead Distrito Urbano. El distrito es a su vez parte de la Somerset comarca del condado , y las tareas administrativas son compartidas entre las diputaciones provinciales, de distrito y de ciudad.
Se inscribe en el distrito electoral Bridgwater y West Somerset representado en la Cámara de los Comunes del Parlamento del Reino Unido. Elige a un miembro del parlamento (MP) por el primer pasado el poste sistema de la elección. El diputado actual es Ian Liddell-Grainger, un miembro del Partido Conservador.
Minehead está dentro del Suroeste de Inglaterra (distrito electoral del Parlamento Europeo), que elige a seis eurodiputados utilizando el método d'Hondt de partido-lista de representación proporcional.

## Geografía
Minehead se encuentra en el canal de Bristol costa del sudoeste de Inglaterra, y experimenta por lo tanto uno de los más altos rangos de marea en el mundo. La subida de la marea y la caída en el canal de Bristol puede ser tan grande como 14,5 m (48 pies), en segundo lugar solamente a la Bahía de Fundy en el este de Canadá.

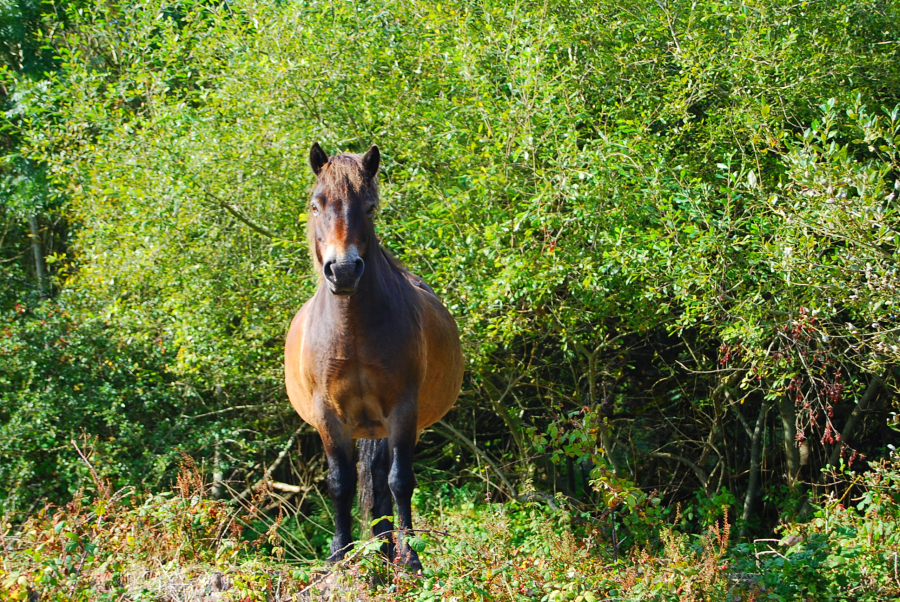
Caballos salvajes que se encuentran en la colina norte

La ciudad está dominada por la colina del Norte, y es justo fuera de los límites del parque nacional de Exmoor. Las exposiciones de los acantilados alrededor de la costa son espectaculares y los fósiles están expuestos. Áreas de la ciudad incluyen Ciudad Superior, Muelle Ciudad y el Bajo o Ciudad del Medio, a pesar de que ya no están separados.

## Educación
En minehead, hay dos primeras escuelas, una escuela media y una escuela superior, West Somerset Community College que ofrece educación para 1.298 estudiantes entre las edades de 13 y 18 años. En el año 2006 hubo un debate sobre el cambio de West Somerset sistema escolar de 3 niveles para un sistema de 2 niveles para que coincida con el resto de Somerset y la mayoría de las autoridades de educación en el Reino Unido.